# General Transit Feed Specification
Dokument General Transit Feed Specification (GTFS) definuje obecný formát pro jízdní řády veřejné dopravy a příbuzné geografické informace.

## Historie
GTFS vznikl v roce 2005 jako boční projekt Chrise Harrelsona, zaměstnance společnosti Google, který “blbnul s možnostmi, jak vložit do Google Maps informace o veřejné dopravě […] když slyšel od Tim a Bibiana McHughových, ženatých IT managerů ve společnosti TriMet, organizátorovi dopravy pro Portland, [Oregon]”. V dokumentu je citována frustrace McHughových při hledání spojení v jim neznámých městech v situaci, kdy populární mapové služby ve stejné době už nabízely slušnou navigaci pro auta. 
Bibiana a Tim McHughovi se časem dostali do kontaktu s Googlem a poskytli společnosti export jízdních řádů TriMetu ve formátu CSV. V prosinci 2005 se tak Portland stal prvním městem, které se objevilo ve vyhledávači spojení (Transit Trip Planner) od Googlu. V září 2006 bylo přidáno pět dalších měst Spojených států do vyhledávače spojení od Google a samotný datový formát byl zveřejněn jako Google Transit Feed Specification.
Ve Spojených státech neexistoval před vznikem GTFS žádný veřejný standard ani de-facto standard pro veřejné jízdní řády. Podle dlouhodobě sloužícího manažera BART, Timothy Moora, BART musel před vznikem GTFS poskytovat uživatelům dat o jízdních řádech v mnoha různých formátech. Vznik standardizovaného formátu pro data o jízdních řádech byl proto velmi žádoucí. Veřejně a volně dostupná specifikace formátu stejně jako dostupnost jízdních řádů samotných ve formátu GTFS pomohla adopci formátu mezi vývojáři. Důsledkem byl vznik “stovek užitečných a populárních dopravních aplikací” stejně jako katalogů jízdních řádů ve formátu GTFS. Díky společnému formátu dat není nutné tyto aplikace upravovat na míru jednomu dopravci, ale může být nasazena v kterékoliv oblasti jejíž data jsou dostupné ve formátu GTFS.
Díky širokému využití formátu začalo být slovo „Google“ v názvu považováno za nežádoucí, protože „někteří potenciální uživatelé se stydí použít GTFS“. Následkem toho bylo v roce 2009 navrženo změnit název specifikace na General Transit Feed Specification.

## Využití GTFS v Česku
K roku 2013 data o veřejné dopravě používal například Dopravní podnik hl. m. Prahy či Dopravní podnik města Brna.